# داگ فورد
داگ رابرت فورد جونیور (انگلیسی: Doug Ford Jr.؛ زادهٔ ۲۰ نوامبر ۱۹۶۴) بیزنس‌من و سیاستمدار کانادایی و نخست‌وزیر انتاریو است. فورد هم‌اکنون از ۱۰ مارس ۲۰۱۸ به عنوان ۲۶مین رهبر حزب محافظه‌کار پیشروی انتاریو فعالیت می‌کند. او برادر بزرگتر راب فورد (۱۹۶۹–۲۰۱۶), شهردار تورنتو از ۲۰۱۰ تا ۲۰۱۴ است.
فورد از ۲۰۱۰ تا ۲۰۱۴ در دوره شهرداری برادرش از شعبه اتوبیوک شمالی عضو شورای شهر تورنتو بود.
فورد در انتخابات شهرداری تورنتو در سال ۲۰۱۴ شرکت کرد و پس از جان توری دوم شد. در مارس ۲۰۱۸ او در رقابت رهبری حزب محافظه‌کار پیشروی انتاریو برنده شد و نامزد حزب در انتخابات این استان در حوزه اتوبیوک شمالی شمالی شد.